# بولشوي ناغاتكينو (ولجانوفسك)
بولشوي ناغاتكينو (بالروسية: Большое Нагаткино) هي مدينة في مقاطعة أوليانوفسك أوبلاست في روسيا.